# Manfred Funke
Manfred Funke (* 23. Juni 1939 in Recklinghausen; † 20. September 2010 in Datteln) war ein deutscher Politikwissenschaftler und Zeithistoriker.

## Leben
Funke studierte Geschichte an der Eberhard Karls Universität Tübingen, der Universität zu Köln und der Westfälischen Wilhelms-Universität in Münster. Er wurde 1969 bei Max Braubach an der Philosophischen Fakultät der Rheinischen Friedrich-Wilhelms-Universität Bonn mit der geschichtswissenschaftlichen Dissertation Sanktionen und Kanonen. Hitler, Mussolini und der internationale Abessinienkonflikt 1934–36 zum Dr. phil. promoviert.
Danach lehrte er als wissenschaftlicher Assistent, Studienrat und Studiendirektor im Hochschuldienst tätig. Er habilitierte sich 1988 bei Karl Dietrich Bracher in Politischer Wissenschaft und war ab 1993 außerplanmäßiger Professor für Politische Wissenschaft an der Universität Bonn. 35 Jahre lang lehrte und forschte er am Seminar für Politische Wissenschaft, bis er im Jahre 2004 in den Ruhestand ging. Von 1991 bis 1992 war er Gastprofessor an der Universität Leipzig. Zu seinen akademischen Schülern gehörte u. a. Kinan Jaeger; auch Volker Kronenberg hörte bei ihm.
Funke hat sich auf dem Gebiet der Extremismusforschung verdient gemacht. Er forschte zudem zur Demokratie und zum Nationalsozialismus bzw. Totalitarismus. Funke war Autor zahlreicher Fachaufsätze und Herausgeber mehrerer Bücher. Er trug ab 1970 als Redaktionsleiter die Verantwortung für die Bonner Schriften zur Politik und Zeitgeschichte.

## Auszeichnungen
- 1984: Bundesverdienstkreuz am Bande

## Schriften (Auswahl)
- Sanktionen und Kanonen. Hitler, Mussolini und der internationale Abessinienkonflikt 1934–36  (Bonner Schriften zur Politik und Zeitgeschichte, Band 2). Droste, Düsseldorf 1970 ("etwas verkürzte Fassung seiner Doktorarbeit", Universität Bonn, 1969)
- Hrsg.: Friedensforschung, Entscheidungshilfe gegen Gewalt (= Schriftenreihe der Bundeszentrale für politische Bildung, Heft 103). List, München 1975, ISBN 3-471-66589-7.
- Hrsg.: Hitler, Deutschland und die Mächte. Materialien zur Außenpolitik des 3. Reiches (= Bonner Schriften zur Politik und Zeitgeschichte, Band 12). Droste, Düsseldorf 1976, ISBN 3-7700-0424-8.
- Hrsg.: Extremismus im demokratischen Rechtsstaat. Ausgewählte Texte und Materialien zur aktuellen Diskussion (= Schriftenreihe der Bundeszentrale für politische Bildung, Heft 122). Droste, Düsseldorf 1978, ISBN 3-7700-0470-1.
- Hrsg.: Terrorismus. Untersuchungen zur Strategie und Struktur revolutionärer Gewaltpolitik (= Schriftenreihe der Bundeszentrale für politische Bildung, Heft 123). Droste, Düsseldorf 1978, ISBN 3-7610-7205-8.
- Hrsg.: Totalitarismus. Ein Studien-Reader zur Herrschaftsanalyse moderner Diktaturen (= Bonner Schriften zur Politik und Zeitgeschichte, Band 14). Droste, Düsseldorf 1978, ISBN 3-7700-0440-X.
- Bibliographie zur Politik in Theorie und Praxis (= Bonner Schriften zur Politik und Zeitgeschichte, Band 20). Hrsg. von Karl Dietrich Bracher, Droste, Düsseldorf 1982, ISBN 3-7610-7246-5.
- Hrsg. mit Hans-Adolf Jacobsen, Hans-Helmuth Knütter und Hans-Peter Schwarz: Demokratie und Diktatur. Geist und Gestalt politischer Herrschaft in Deutschland und Europa. Festschrift für Karl Dietrich Bracher (= Schriftenreihe der Bundeszentrale für politische Bildung, Band 250). Droste Verlag, Düsseldorf 1987, ISBN 3-7700-0730-1.
- Hrsg.: Entscheidung für den Westen. Vom Besatzungsstatut zur Souveränität der Bundesrepublik 1949–1955 (= Studium universale, Band 10). Bouvier, Bonn 1988, ISBN 3-416-04007-4.
- Von der Spaltung zur Einheit 1945–1990. Eine deutsche Chronik in Texten und Bildern. Presse- und Informationsamt der Bundesregierung, Bonn 1992.
- Starker oder schwacher Diktator? Hitlers Herrschaft und die Deutschen. Ein Essay. Droste, Düsseldorf 1989, ISBN 3-7700-0777-8.
- Parteien in der Kritik (= Schriftenreihe der Volkshochschule der Stadt Bonn, Band 2). Hrsg. von Jochen Buchholz, Bouvier, Bonn 1993, ISBN 3-416-02445-1.
- Rechtsextremismus in Deutschland. Historische Entwicklung und aktuelle Bedeutung (= Deutschland-Report, Band 22). Knoth, Melle 1994, ISBN 3-88368-271-3.
- Totalitarismus, Extremismus, Radikalismus. KAS, Sankt Augustin 2008.